# BioShock
BioShock (чита се Бајошок) је пуцачина из првог лица коју је развио тим 2K Boston (касније Irrational Games), односно и тим 2K Australia, и која је била издата од стране компаније 2К Games. Bioshock je уједно и прва игра из истоименог серијала, која је у августу 2007. године била издата за Microsoft Windows и Xbox 360 платформе, док је верзија за PlayStation 3, направљена од стране Irrational, 2K Marin, 2K Australia и Digital Extremes, изашла у октобру 2008. године. Верзија за ОЅ X оперативни систем, која је изашла у октобру 2009, је била развијена од стране студиа Feral Interactive. Студио IG Fun је покушао да портује Bioshock на мобилни телефон. Мобилна верзија је top-view side-scrolling 2D игра која садржи свега пар нивоа из оригиналне верзије, и чија графика подсећа најпре на 16-битне игре за Super Nintendo Entertainment System. 

Прича је смештена у 1960. годину, играч преузима улогу преживелог човека после авионске несреће. Његово име је Џек и он мора да истражи подводни град Rapture и преживи нападе мутираних становника. Игра има елемената игра улога и хорор преживљавања, а описивана је од стране развојног тима и Левина као духовни наследник њихове претходне игре, серијала System Shock.